# André Ricard Sala
André Ricard Sala (Barcelona, 1929) és un dissenyador industrial gran admirador de la figura del dissenyador Raymond Loewy, a qui conegué l'any 1956. El dissenyador americà l'introduí en l'ambient professional de l'època i a l'ICSID, del qual en fou sots president. Fou fundador, juntament amb Antoni de Moragas, de l'ADI FAD, l'Agrupació de Disseny Industrial del Foment de les Arts Decoratives.
De la seva dilatada trajectòria, en destaquen clients com Porcelanas Bidasoa o Perfumes Puig. La seva màxima activitat com a dissenyador transcorre en les dècades dels anys seixanta, setanta i vuitanta.
Entre els principals dissenys destacar-ne la vaixella Compact (1962) la pinça Arce (1964) i els envasos d'Agua Lavanda i Agua Brava de Puig, els cendrers Copenhagen, o el Stockholm i l'Oslo, la batidora Moulinex, la pinça Orion i la torxa olímpica de Barcelona 92, així com el disseny de l'estoig de presentació de la candidatura de la ciutat. Juntament amb Yves Zimmermann va fundar en 1975 l'Estudio de Diseño Integral La torxa olímpica ocupa un lloc especial en l'obra d'André Ricard, tant per la possibilitat que li atorga d'enfrontar-se al disseny d'un objecte singular com per l'acusat impacte social i la gran transcendència mediàtica que va obtenir en el moment dels Jocs Olímpics del 1992.
De la seva dilatada trajectòria també en destaquen articles i publicacions editorials, entre les quals: Diseño ¿Por qué?, Diseño y calidad de vida o Hablando de diseño.
L'objecte és la petjada de l'home. Des de l'inici de la humanitat, l'existència de l'home ha estat dependent de múltiples utensilis que ha anat creant, primer per a sobreviure, i més tard per a millorar la seva qualitat de vida. Aquests utensilis són un testimoni de les aptituds i anhels de cada època i de cada cultura.
L'any 1987 rebé el Premio Nacional de Diseño i el 1993 la Creu de Sant Jordi. Compta a més, amb diversos premis Delta. L'any 2000 fou elegit membre d'honor de la Reial Acadèmia Catalana de Belles Arts de Sant Jordi. Des de novembre de 2011 és acadèmic numerari de la Reial Acadèmia de Ciències i Arts de Barcelona. La seva obra està representada en el Museu del Disseny de Barcelona, on es conserva també el seu fons documental.